# Чемпионат мира
Чемпионат мира — крупные международные соревнования, обычно проводимые минимум 1 раз в 4 года и максимум 1 раз в год. Чемпионаты мира являются вторыми по значимости международными соревнованиями по многим видам спорта (кроме футбола и моторных видов спорта) после Олимпийских игр. Самыми популярными у телеаудитории считают[кто?], в первую очередь, чемпионат мира по футболу, а также чемпионат мира по лёгкой атлетике, водным видам спорта и биатлону.

## Чемпионаты мира по летним видам спорта
- Чемпионат мира по академической гребле
- Чемпионат мира по бадминтону
- Чемпионат мира по баскетболу
- Чемпионат мира по баскетболу среди женских молодёжных команд
- Чемпионат мира по баскетболу среди молодёжных команд
- Чемпионат мира по баскетболу среди женщин
- Чемпионат мира по бегу на 100 км
- Чемпионат мира по бейсболу
- Чемпионат мира по бейсболу среди женщин
- Чемпионат мира по боксу
- Чемпионат мира по борьбе
- Чемпионат мира по водному поло
- Чемпионат мира по водному поло среди женщин
- Чемпионат мира по водным видам спорта
- Чемпионат мира по волейболу
- Чемпионат мира по волейболу среди женщин
- Чемпионат мира по волейболу среди женских молодёжных команд
- Чемпионат мира по волейболу среди девушек
- Чемпионат мира по гандболу
- Чемпионат мира по гандболу среди женщин
- Чемпионат мира по гимнастике
- Чемпионат мира по гиревому спорту
- Чемпионат мира по гребле на байдарках и каноэ
- Чемпионат мира по гребному слалому
- Чемпионат мира по дартсу
- Чемпионат мира по дзюдо
- Чемпионат мира по индорхоккею
- Чемпионат мира по каратэ
- Чемпионат мира по корфболу
- Чемпионат мира по крикету
- Чемпионат мира по кунг-фу
- Чемпионат мира по лёгкой атлетике
- Чемпионат мира по летнему биатлону
- Чемпионат мира по мини-футболу
- Чемпионат мира по мини-футболу среди студентов
- Чемпионат мира по настольному теннису
- Чемпионат мира по парусному спорту
- Чемпионаты мира по пауэрлифтингу
- Чемпионат мира по петанку
- Чемпионат мира по плаванию на короткой воде
- Чемпионат мира по пляжному волейболу
- Чемпионат мира по пляжному гандболу
- Чемпионат мира по пляжному футболу
- Чемпионат мира по подводному ориентированию
- Чемпионат мира по подводному плаванию
- Чемпионат мира по регби
- Чемпионат мира по регби среди женщин
- Чемпионат мира по регбилиг
- Чемпионат мира по самбо
- Чемпионат мира по современному пятиборью
- Чемпионат мира по спортивному ориентированию
- Чемпионат мира по спортивному ориентированию среди студентов
- Чемпионат мира по стрельбе
- Чемпионат мира по стрельбе из лука
- Чемпионат мира по теннису
- Чемпионат мира по трековым велогонкам
- Чемпионат мира по тхэквондо
- Чемпионат мира по тяжёлой атлетике
- Чемпионат мира по ушу
- Чемпионат мира по фехтованию
- Чемпионат мира по футболу
- Чемпионат мира по футболу среди молодёжных команд
- Чемпионат мира по футболу среди женщин
- Чемпионат мира по футзалу
- Чемпионат мира по хоккею на траве
- Чемпионат мира по хоккею на траве среди женщин
- Чемпионат мира по хоккею на траве среди женских молодёжных команд
- Чемпионат мира по хоккею на траве среди мужских молодёжных команд
- Чемпионат мира по шоссейным велогонкам

## Чемпионаты мира по зимним видам спорта
- Командный чемпионат мира по спидвею на льду
- Личный чемпионат мира по спидвею на льду
- Чемпионат мира по биатлону
- Чемпионат мира по бобслею и скелетону
- Чемпионат мира по горнолыжному спорту
- Чемпионат мира по кёрлингу
- Чемпионат мира по конькобежному спорту
- Чемпионат мира по лыжным видам спорта
- Чемпионат мира по санному спорту
- Чемпионат мира по сноуборду
- Чемпионат мира по фигурному катанию
- Чемпионат мира по фигурному катанию среди юниоров
- Чемпионат мира по фристайлу
- Чемпионат мира по хоккею с мячом
- Чемпионат мира по хоккею с мячом среди женщин
- Чемпионат мира по хоккею с шайбой
- Чемпионат мира по хоккею с шайбой среди молодёжных команд
- Чемпионат мира по хоккею с шайбой среди юниорских команд
- Чемпионат мира по хоккею с шайбой среди женщин
- Чемпионат мира по шорт-треку

## Чемпионаты мира по моторным видам спорта

### Чемпионаты мира по автоспорту
Вершиной автоспорта в каждом виде гонок является чемпионат мира. Такой статус Международная автомобильная федерация (ФИА) присваивает только избранным турнирам, получившим всеобщее признание. Важное требования для автомобильных чемпионатов мира — он должен быть многоэтапный, с гонками как минимум на трёх разных континентах (единственное исключение сделано для одноэтапного чемпионата мира по картингу). В данной таблице отражено в какие годы какой чемпионат мира проводила и проводит ФИА:
| Турнир                                          | Личный зачёт    | Зачёт конструкторов/производителей | Зачёт команд |
| ----------------------------------------------- | --------------- | ---------------------------------- | ------------ |
| Действующие                                     |                 |                                    |              |
| Чемпионат мира «Формулы-1»                      | 1950-           | 1958-                              | -            |
| Чемпионат мира по картингу                      | 1964-           | -                                  | -            |
| Чемпионат мира по ралли                         | 1979-           | 1973-                              | -            |
| Чемпионат мира по автогонкам на выносливость    | 2012-           | 2012-                              | 2018-        |
| Чемпионат мира по ралли-кроссу                  | 2014-           | -                                  | 2014-        |
| Чемпионат мира «Формулы E»                      | 2020-           | -                                  | 2020-        |
| Чемпионат мира по ралли-рейдам                  | 2022-           | 2022-                              | -            |
| Бывшие                                          |                 |                                    |              |
| Всемирный чемпионат конструкторов автомобилей * | -               | 1925-1927                          | -            |
| Чемпионат мира по гонкам на спорткарах          | 1981-1992       | 1953-1984                          | 1985-1992    |
| Чемпионат мира по автогонкам в классе Туринг    | 1987, 2005—2017 | 2005-2017                          | 1987         |
| Чемпионат мира для автомобилей класса GT1       | 2010-2012       | -                                  | 2010-2012    |

↑  Организовывался AIACR (The Association Internationale des Automobile Clubs Reconnus, Международной ассоциацией признанных автомобильных клубов).

### Чемпионаты мира по мотоспорту
- Чемпионат мира по мотогонкам Гран-при
  - Чемпионат мира по мотогонкам Гран-при в классе MotoGP
  - Чемпионат мира по мотогонкам Гран-при в классе Moto2
  - Чемпионат мира по мотогонкам Гран-при в классе Moto3
  - Чемпионат мира по мотогонкам Гран-при в классе MotoE
- Чемпионат мира по супербайку
  - Чемпионат мира по суперспорту
  - Чемпионат мира по суперспорту 300
  - Чемпионат мира по кольцевым мотогонкам среди женщин
- Чемпионат мира по гонкам на мотоциклах с коляской
- Чемпионат мира по мотогонкам на выносливость[англ.]
- Личный чемпионат мира по мотогонкам на льду
- Чемпионат мира по мотокроссу
- Чемпионат мира по мототриалу
- Чемпионат мира по спидвею
- Чемпионат мира среди юниоров GP[англ.]

## Чемпионаты мира по прочим видам спорта
- Чемпионат мира по го среди любителей
- Чемпионат мира по международным шашкам среди мужчин
- Чемпионат мира по пауэрлифтингу
- Чемпионат мира по снукеру
- Чемпионат мира по снукеру среди женщин
- Чемпионат мира по снукеру среди любителей
- Чемпионат мира по снукеру среди ветеранов
- Чемпионат мира по турецким шашкам
- Чемпионат мира по шахматам
- Чемпионат мира по шахматам среди женщин

## Прочее
- Чемпионат мира по «Что? Где? Когда?»